# Andra slaget vid Champagne
Andra slaget vid Champagne var en fransk offensiv under första världskriget och varade från den 25 september till den 6 november 1915. Fransmännen försökte driva tillbaka tyskarna i Champagne. Fransmännen anfördes av Philippe Pétain och Joseph Joffre och tyskarna av Erich von Falkenhayn och Karl von Einem.